# Alfred R. Gaul
Alfred Robert Gaul (Norwich, 30 d'abril de 1837 — 13 de setembre de 1913) fou un organista i compositor anglès.
Doctor en música per la Universitat de Cambridge, s'assenyalà especialment com a organista i compositor. Va ser professor d'harmonia] i contrapunt del Birmingham i Midland Institute.
Les seves obres més populars a Anglaterra són:
- l'oratori) Hezekiah;
- la cantata Ruth, i les obres corals Joanof Arc, The Ten Virgins i Israel in the Wildernes.

Va compondre nombrosos salms, himnes, peces per a piano i cançons.